# Hatsukoi Cider / Deep Mind
Singles de Buono!
Natsu Dakara!
(2011) So La Ti Do ~Nee Nee~
(2016)
Hatsukoi Cider / Deep Mind (初恋サイダー／DEEP MIND) est le 13e single du groupe de J-pop Buono!, sorti en 2012.

## Présentation
Le single sort le 18 janvier 2012 au Japon sur le label Zetima. 
C'est un single "double face A", le premier du groupe, contenant deux chansons principales et leurs versions instrumentales. Il atteint la 7e place du classement des ventes de l'Oricon. Une édition limitée sort aussi, contenant un DVD en supplément. Il sort également au format "single V" (DVD contenant les clips vidéo) une semaine plus tard, le 25 janvier 2012.
La chanson Hatsukoi Cider est utilisée comme générique de fin de la série télévisée Sūgaku Joshi Gakuen dans laquelle jouent les membres du groupe aux côtés des autres membres du Hello! Project. Elle figurera dans une version remaniée sur le mini-album Sherbet qui sort sept mois plus tard, puis sur la compilation de fin d'année du Hello! Project Petit Best 13.
La chanson Deep Mind est quant-à-elle utilisée comme générique du film Gomen-nasai qui met en vedette les membres du groupe.

## Titres
CD Single
1. Hatsukoi Cider (初恋サイダー?)
2. Deep Mind (DEEP MIND?)
3. Hatsukoi Cider (Instrumental) (初恋サイダー...?)
4. Deep Mind (Instrumental) (DEEP MIND...?)

DVD de l'édition limitée
1. Hatsukoi Cider (Close-up Buono! Ver.) (初恋サイダー...?)

Single V
1. Hatsukoi Cider (初恋サイダー?) (clip vidéo)
2. Deep Mind (DEEP MIND?) (clip vidéo)
3. Hatsukoi Cider (Momoko Ver.) (初恋サイダー) (MOMOKO Ver.?)
4. Hatsukoi Cider (Miyabi Ver.) (初恋サイダー) (MIYABI Ver.?)
5. Hatsukoi Cider (Airi Ver.) (初恋サイダー) (AIRI Ver.?)